# Panhard & Levassor Type O
Der Panhard & Levassor Type O ist ein Pkw-Modell der 1900er Jahre. Hersteller war Panhard & Levassor in Frankreich.

## Beschreibung
Die Fahrzeuge haben einen von Arthur Constantin Krebs entwickelten Ottomotor. In den Motorcodes „S4I“ und „S4L“ steht das „S“ für diesen „Centaure allégé“ genannten Motor und die „4“ für die Anzahl der Zylinder.
Zwei Motorgrößen standen zur Wahl. Beides sind Vierzylinder-Reihenmotoren mit einzeln gegossenen Zylindern. Der kleinere hat 110 mm Bohrung, 140 mm Hub und 5322 cm³ Hubraum. Er wurde auch 24 CV genannt. Der größere hat 125 mm Bohrung, 150 mm Hub, 7363 cm³ Hubraum und war mit 35 CV eingestuft. Das Getriebe hat vier Gänge.
Der Radstand beträgt zwischen 277 cm und 313 cm.
Die Produktion der kleineren Variante lief von April 1905 bis März 1906. In den einzelnen Kalenderjahren wurden eins und drei Fahrzeuge hergestellt. Die andere Ausführung gab es von Februar 1905 bis Januar 1906. Sie war mit 56 und 3 Fahrzeugen erfolgreicher. In Summe sind das 63 Fahrzeuge, von denen 25 exportiert wurden.
Vorgänger war der Type G. Nachfolger wurden Type U1 und Type U3.